# روبرت كوهن (كاتب)
روبرت كوهن هو كاتب وكاتب سيناريو ومخرج كندي، ولد في القرن العشرين في كالغاري في كندا.

## وصلات خارجية
- روبرت كوهن على موقع IMDb (الإنجليزية)
- روبرت كوهن على موقع قاعدة بيانات الفيلم (الإنجليزية)